# Virginia Slims of Kansas 1989
Il Virginia Slims of Kansas 1989 è stato un torneo di tennis giocato sul cemento indoor.
È stata la 9ª edizione del torneo, che fa parte della categoria Tier V nell'ambito del WTA Tour 1989.
Si è giocato al Kansas Coliseum di Wichita negli Stati Uniti, dal 20 al 26 febbraio 1989.

## Campionesse

### Singolare
Amy Frazier ha battuto in finale  Barbara Potter con il punteggio di 4–6, 6–4, 6–0

### Doppio
Manon Bollegraf /  Lise Gregory hanno battuto in finale  Sandy Collins /  Leila Meskhi con il punteggio di 6–2, 7–6